# Ingrid Mwangi
Ingrid Mwangi, née en 1975, est une artiste germano-kenyane. Elle utilise pour ses créations la photographie, le cinéma et la sculpture ainsi que l'installation et l'art de la performance.

## Biographie
Ingrid Njeri Mwangi est née à Nairobi , en 1975, d'une mère allemande et d'un père kenyan. Elle  déménage en Allemagne, à l'âge de 15 ans. De 1996 à 2002, elle étudie à l'école supérieure des Beaux-Arts de la Sarre , à Sarrebruck, et se spécialise dans le multimédia, avec notamment comme enseignante Ulrike Rosenbach.
Elle vit ensuite et travaille à Berlin,  avec son mari et collaborateur, Robert Hutter.
Ses thèmes de créations portent le plus souvent sur les conventions sociales et sur l'identité. Elle interroge également les liens, les stéréotypes et les contradictions entre les continents européen et africain. En 2000, dans la série photographique Neger Don't Call Me, elle transforme son visage en le couvrant de ses cheveux, de ses dreadlocks, constituant ainsi des masques ou des cagoules,. Elle  participe en 2007, au Brooklyn Museum, à l'exposition Global Feminisms. Ses créations utilisent des images évoquant ses origines et son identité, projetées sur son corps.
En 2005, elle et son mari ont fusionné leurs biographies et leurs noms pour former un nom d'artiste commun, Mwangi Hutter,. Ils ont quatre enfants.